# Paul van Vliet
Pieter Paulus (Paul) van Vliet (Den Haag, 10 september 1935 – aldaar, 25 april 2023) was een Nederlands cabaretier. Verder was hij goodwillambassadeur voor UNICEF.

## Biografie

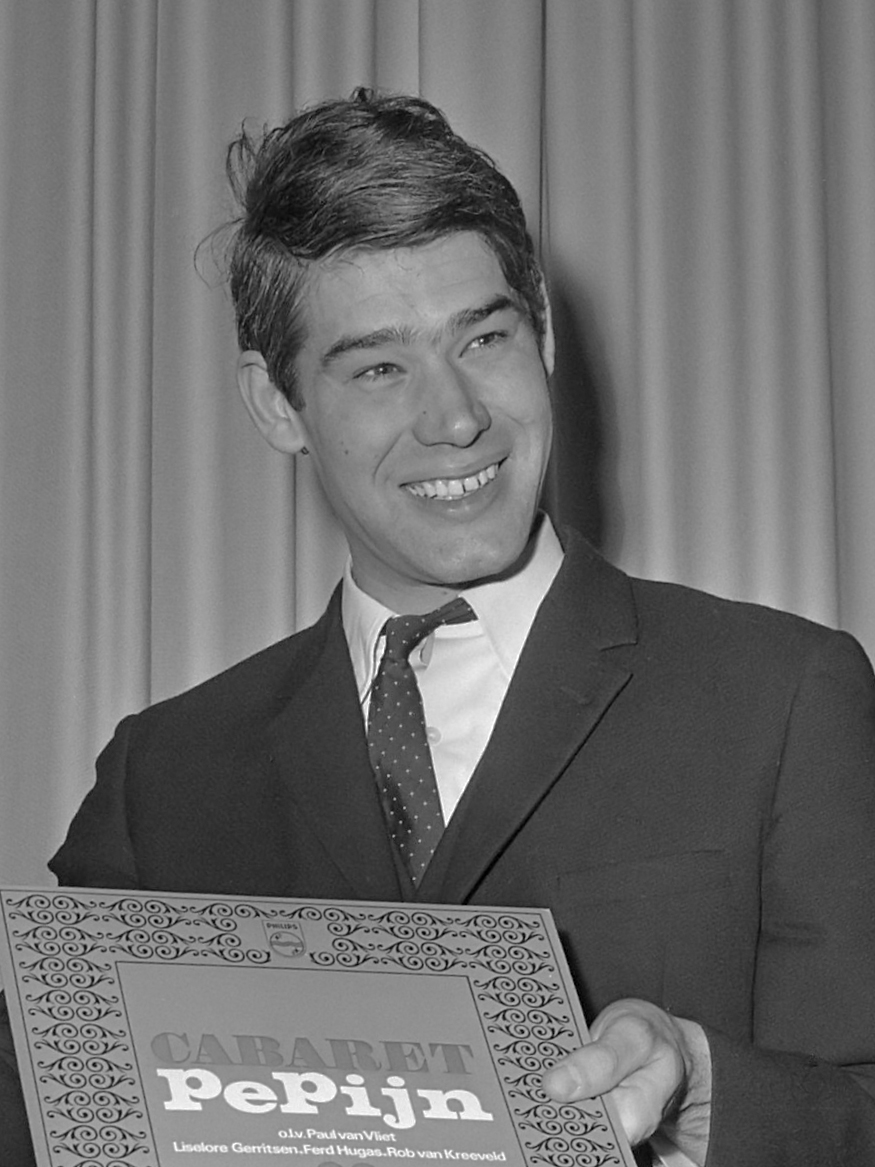
Van Vliet in 1966

#### Jeugd en militaire dienst
Van Vliet werd op 10 september 1935 in Den Haag geboren op Denneweg 64, in het huis van zijn grootmoeder. Dit pand is sinds 1956 in gebruik bij de Haagse Kunstkring. Zijn grootvader van vaders kant zat voor de Anti-Revolutionaire Partij jarenlang in de Tweede Kamer. Zijn ouders waren beiden beeldend kunstenaars. Vader Van Vliet vervaardigde wandkleden. Hij was ook tekenleraar, poppenspeler en amateur-toneelschrijver.
Van Vliet speelde zijn eerste creaties in familiekring, zogezegd tussen de schuifdeuren. Tijdens de Duitse bezetting bezocht hij vier lagere scholen. Hij zat tijdens de hongerwinter in het laatste kindertransport naar Friesland, waar hij in Garijp snel “verfrieste” en zich Pauke Vlietstra noemde. In juni 1945 keerde hij terug naar Den Haag. Op 3 maart 1945 was het huis van de familie Van Vliet bij het bombardement op het Bezuidenhout totaal verwoest en het gezin bouwde een nieuw bestaan op in het Haagse Benoordenhout.
Na de lagere school bezocht Van Vliet het Christelijk Gymnasium Sorghvliet, waar hij in 1954 zijn eindexamen gymnasium α aflegde. Al gedurende zijn middelbareschooltijd schreef hij zijn eigen cabaretprogramma’s, die hij samen met Dolf de Vries opvoerde. Na het gymnasium werkte Van Vliet een halfjaar als leerling-journalist bij de Nieuwe Haagse Courant. Daarna ging hij vervroegd in militaire dienst. Hij diende als welzijnszorgofficier in de Westenbergkazerne in Schalkhaar, en trad er 's avonds op met revues, waarvan hij een aantal zelf schreef.

#### Leidsch Studenten Cabaret
In 1956 ging Van Vliet naar Leiden om geschiedenis te studeren. Na een jaar zwaaide hij om naar rechten, waarin hij in 1963 zijn meestertitel behaalde. In 1957 richtte hij met Floor Kist het Leidsch Studenten Cabaret op. Dit gezelschap verwierf grote faam in de jaren 1957–1969. Honderden voorstellingen werden gespeeld door de groep, waarvan ook zijn latere vrouw Liselore Gerritsen en pianist Kaj van Oven deel uitmaakten. Van het programma Laat je zoon studeren werden lp’s en tv-programma’s gemaakt. Met een tournee door Noord- en Zuid-Amerika werd de cabareteske periode van de studenten afgesloten.

#### Theater PePijn
Direct na zijn studie begon Van Vliet een eigen cabaretgezelschap, in het eigen theater PePijn. Na maanden zoeken vond hij samen met Ferd Hugas een leegstaand pakhuis in de Nieuwe Schoolstraat, in het oude centrum van Den Haag, op 500 m van zijn geboortehuis. Voor de verbouwing tot een "intiem" theater leende Van Vliet 64.000 gulden. Op 18 december 1964 vond de opening plaats en presenteerde Cabaret PePijn het eerste programma Oh, Pardon.
Burgemeester Kolfschoten verrichtte de opening met de woorden: “La Grande Reine est morte, vive le Petit Prince”; enkele uren eerder was namelijk het Gebouw voor Kunsten en Wetenschappen afgebrand. Het gezelschap bestond, behalve Van Vliet en Hugas, uit Liselore Gerritsen, Judith Bosch (het eerste jaar) en Rob van Kreeveld. Het theatertje met zijn “100 stoeltjes en 100 smoeltjes” was uitverkocht en zou dat telkens blijven tot in 1971, toen Cabaret PePijn werd opgeheven. Van Kreeveld bleef echter tot 1979 met zijn jazzkwartet de muziek voor Van Vliets eerste onemanshows verzorgen. Van Vliet schreef voor Cabaret PePijn vier programma’s. Registraties op grammofoonplaat, tv-optredens, en een landelijke tournee in 1966 gaven Cabaret PePijn meer bekendheid. Van Vliet trad ook op bij de ondertrouw van prinses Beatrix en prins Claus in de Ridderzaal. Latere optredens voor de Koninklijke familie verschaften Van Vliet de bijnamen De Hofnar en Oranje Paultje.
Na de opheffing van Cabaret PePijn in 1971, bleef Theater PePijn onder beheer van Van Vliet bestaan. Het theater groeide uit tot een broedplaats en springplank voor jonge cabaretiers. Theater PePijn zegt met tweehonderd voorstellingen per jaar het drukst bespeelde vestzaktheater van Nederland te zijn.
In 2001 kwam een fusie tot stand tussen Theater PePijn en Diligentia. Beide theaters vielen nu onder één directie met Van Vliet als wakend oog. Om het kastekort van theater Pepijn te dekken gaf Van Vliet met zijn bekendste collega’s, onder wie Youp van ’t Hek, jaarlijks een benefiet in het Circustheater te Scheveningen.

#### Solocarrière
Nog tijdens de Cabaret PePijn-jaren gaf Van Vliet zijn eerste solovoorstelling Een Avond aan Zee in de grote zaal van het oude Kurhaus in Scheveningen. Het werd zijn definitieve doorbraak. "Bram van de Commune" was de eerste van zijn vele komische types. De Avond aan Zee met Paul van Vliet werd een traditie, die eerst in de Kurzaal en daarna van 1975 tot 2004 in het Circustheater werd voortgezet.
Na de ontbinding van Cabaret PePijn begon Van Vliets solocarrière. Zijn shows behoorden tot de best bezochte voorstellingen van Nederland en Vlaanderen, en werden met hoge kijkcijfers (in 1977 bijna zeven miljoen) uitgezonden.

#### UNICEF
In 1992 werd Paul van Vliet door Audrey Hepburn geïnstalleerd als eerste Nederlandse ambassadeur van UNICEF. Hij maakte sindsdien reportages van het werk van UNICEF op vier continenten. Van Vliet promootte UNICEF in en buiten zijn shows en vertegenwoordigde UNICEF bij diverse officiële gelegenheden en leende zijn stem exclusief voor UNICEF-spots en UNICEF-films. UNICEF reikt elk jaar de Paul van Vliet Award uit aan een organisatie die zich inzet voor kinderen in Nederland. De prijs bestaat uit een bedrag van tienduizend euro, beschikbaar gesteld door de Efteling.

#### Verdere carrière

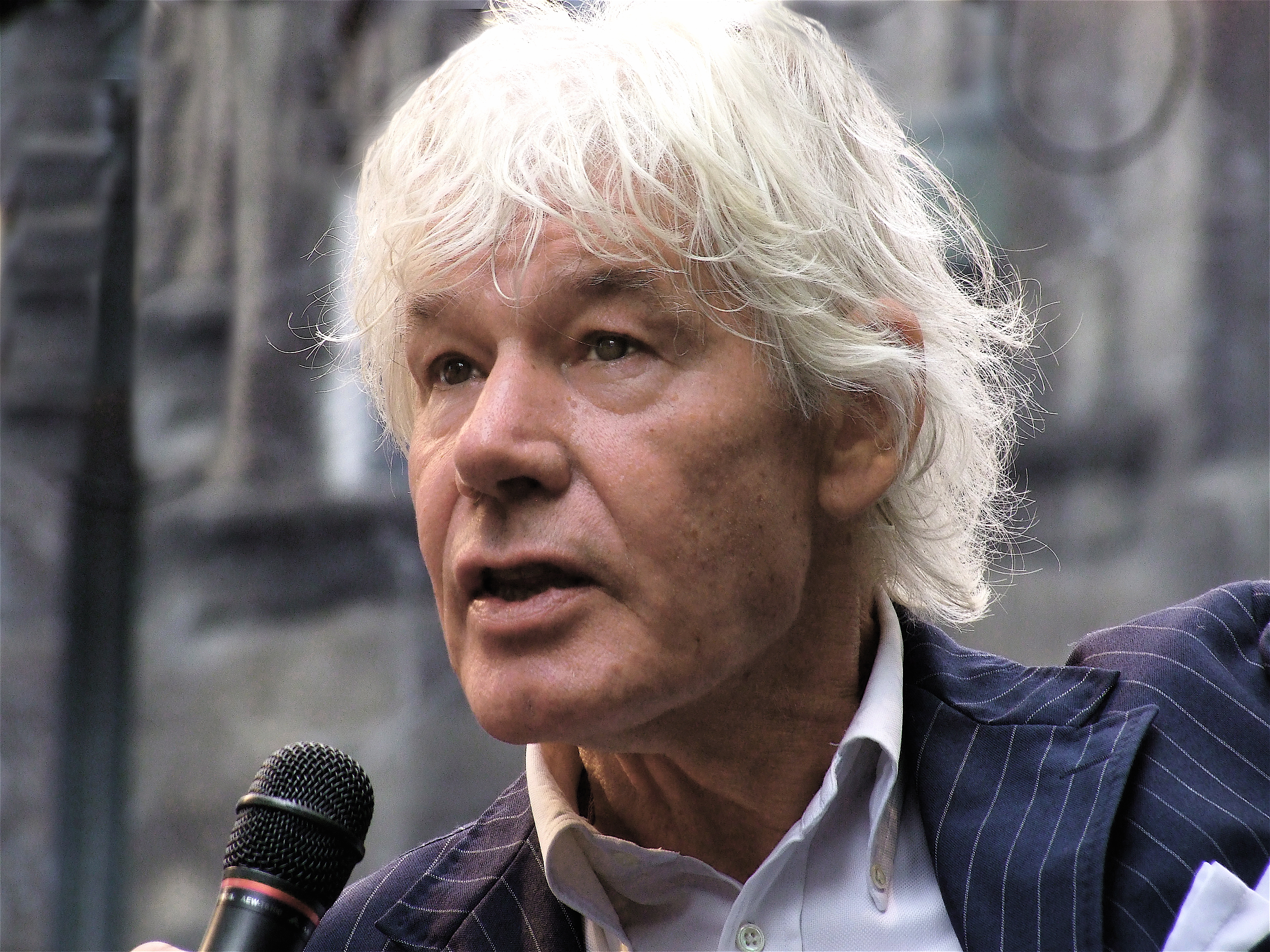
Van Vliet in 2009

In 1994 werd Van Vliet gevraagd voor de hoofdrol van professor Henry Higgins in de Nederlandse productie van de musical My Fair Lady. Na twee succesvolle jaren, waarin My Fair Lady steeds werd bijgeboekt, keerde hij in 1997 terug naar zijn eigen wereld: de onemanshow. Hij creëerde tot en met 2004 nog drie programma’s en een Tour de chant met het Residentie Orkest o.l.v. Jurre Haanstra (1999 en 2000).
In 2007 maakte Van Vliet een uitstapje naar het grote toneel met Anne-Wil Blankers in Liefdesbrieven, dat wegens succes twee seizoenen op herhaling ging (2008 en 2009).
In 2012 keerde Van Vliet terug naar Den Haag, waar hij door burgemeester Jozias van Aartsen persoonlijk werd ingeschreven. Sindsdien woonde hij in het verbouwde pakhuis aan het Smidswater, de locatie van zijn voormalige kantoor. Hij lanceerde op de zondagmiddag in de Koninklijke Schouwburg met succes een programma met een keuze uit zijn repertoire, onder de titel Zondag in Den Haag.
Een nieuwe serie op dezelfde tijd en plaats volgde; de Koninklijke Schouwburg, waarvan hij in 2015 van de directie symbolisch de sleutel kreeg ter bevestiging van zijn nieuwe “theatrale thuis”. Hij bracht zijn voorstelling Alleen op Zondag in seizoen 2017-2018 voor het laatst ten tonele. De voorstelling bevatte een selectie van zijn beste repertoire, aangevuld met nieuwe teksten. Op 5 februari 2017 trad hij voor de 300ste keer op in Carré. Op 27 mei 2018 stond hij officieel voor de laatste keer op de planken als cabaretier, maar in het theaterseizoen 2019-2020 trad hij meermaals op met de voorstelling Paul van Vliet en Noordpool Orkest.

#### Paul van Vliet Academie
In 2011 opende Van Vliet zijn eigen academie in Den Haag: een fulltime- en deeltijd-opleiding voor cabaretiers, kleinkunstenaars en entertainers. Van Vliet gaf hier zelf les.

#### Privé en overlijden
Van Vliet was van 1963 tot 1978 getrouwd met Liselore Gerritsen. Zij zouden tot het overlijden van Gerritsen in 2020 goed bevriend blijven. In 1983 trouwde hij met Lidewij de Iongh. Van Vliet overleed op 25 april 2023 na een kort ziekbed op 87-jarige leeftijd. Hij werd begraven op Begraafplaats Oud Eik en Duinen.

## Wetenswaardigheden
Van Vliet
- speelde jarenlang in de hoofdklasse van de Nederlandse hockeybond in het Heren I-team van HGC,
- was erelid van de Nederlandse Standwerkersbond en mocht als zodanig als koopman op de markt staan,
- ontving de Gulden Humor van de vereniging Limburgse Carnavalsverenigingen,
- schreef jarenlang columns voor de Haagsche Courant en in zijn studententijd voor het Haagse dagblad Het Vaderland,
- was lid van de World Society of Skippers of the Flying Dutchman van de KLM,
- vertelde in de film Naar de boeren, met levensverhalen van verschillende kinderen uit de hongerwinter, over zijn tijd in Friesland,
- studeerde tegelijkertijd met prinses Beatrix en was sindsdien met haar bevriend,
- vertaalde twee toneelstukken voor de vrije sector: On Golden Pond van Ernest Thompson in 2013 en Some Time,  Next Year van Bernard Slade in 2014,
- werd in 2014 als eerste gekozen tot Hagenaar van het jaar,
- kreeg in 2015 van zijn collega’s een hommage in het DeLaMar in Amsterdam,
- voegde enkele staande uitdrukkingen toe aan het Nederlands: “Dat zijn leuke dingen voor de mensen”, “Vragen, geen vragen”, “Daar hebben wij ’t volgende op gevonden”,
- schreef zijn theaterprogramma's steevast zelf, soms met bijdragen van Lidewij de Iongh en Floor Kist.
- kwam regelmatig in het restaurant Bodega De Posthoorn gelegen aan de Lange Voorhout in Den Haag. Daar werkte hij onder andere aan zijn scenario's en liedjes. Hij had in het restaurant een vaste plek waar hij altijd zat: tafel nummer 20 en op het terras tafel nummer 60.[8]

## Bekendste types
- Bram van de Commune
- Majoor Kees
- De Boer (Dat zijn leuke dingen voor de mensen)
- Baron Taets van Avezaethe
- Haagse Benny
- Charles van Tetterloo

## Bekendste liedjes
- Den Haag met je lege paleizen
- De Hollander
- Meisjes van dertien (Top 10)
- De Zee
- Alie van der Zwan
- Het Noorden
- Veilig achterop (bij vader op de fiets) (Top 10)
- Ik drink op de mensen
- Vlaanderen (Vlaamse Top 10)
- Het touwtje uit de brievenbus
- Pappa is blijven hangen aan de sixties
- Boven op de Boulevard
- Laatste Wens
- 2 (Top 10)
- Japie Groen

## Theaterprogramma's

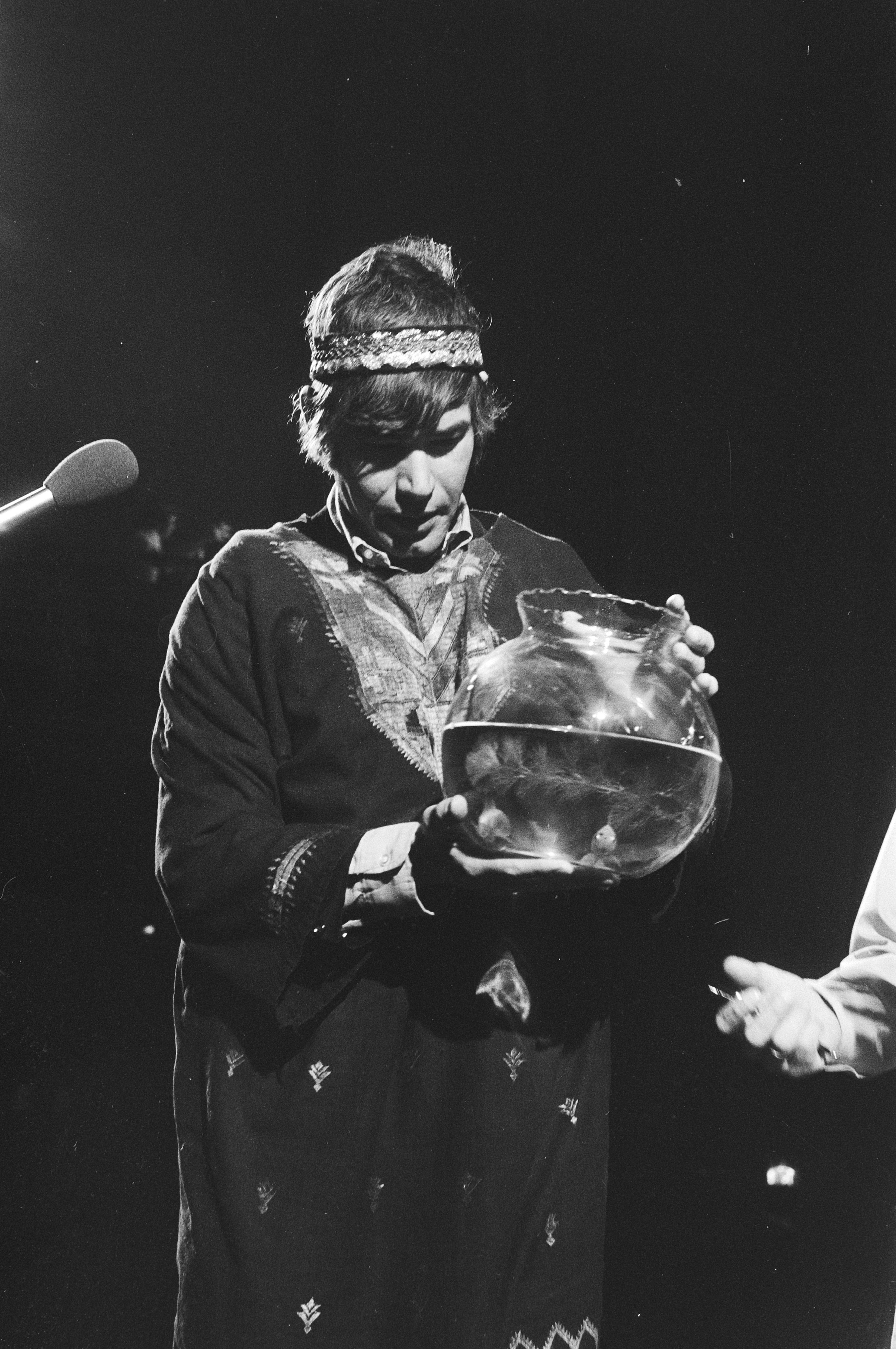
Paul van Vliet tijdens een optreden in Voor de vuist weg in 1971

#### Met het Leidsch studenten cabaret
- 1957 – 1960 Laat je zoon studeren
- 1960 – 1961 Knip me maar

#### Met Cabaret PePijn
- 1964 – 1965 Oh, Pardon
- 1965 – 1967 Opus 2
- 1967 – 1969 Dag en Nacht
- 1969 – 1971 Opus 4

#### Onemanshows
- 1970 – 2002 Een Avond Aan Zee met Paul van Vliet
- 1971 – 1973 Noord-West
- 1973 The Truth Behind The Dykes (Engelstalig)
- 1974 – 1977 Tien Jaar Onderweg
- 1978 – 1980 Vandaag of Morgen
- 1981 – 1983 Theatershow ’81 – ’82
- 1983 A Dutch Treat (Engelstalig)
- 1984 – 1985 Wat Gaan We Doen?
- 1986 Made in Holland (Engelstalig)
- 1986 – 1987 Over Leven
- 1988 – 1990 Een Gat In De Lucht
- 1990 – 1991 Jubileumshow!
- 1992 – 1994 Theatershow ’92 – ’94
- 1994 – 1996 My Fair Lady
- 1997 – 1999 Waar Waren We Gebleven
- 1999 – 2000 Tour De Chant (met het Residente Orkest)
- 2000 – 2001 Tekens Van Leven
- 2002 – 2003 One Man Show voor UNICEF
- 2012 – 2015 Zondag in Den Haag met Paul van Vliet
- 2015 – 2017 Alleen op zondag

## Stemmen
- "Koning Radboud" in Alfred Jodocus Kwak
- Verteller van Platvoet en zijn vriendjes
- Verteller bij de film de Beer
- Verteller van De nieuwe kleren van de keizer in de Efteling

## Discografie

#### Albums
| Jaar | Titel                                               | Format  | Label         | Catalogusnr.   | Opmerking |
| ---- | --------------------------------------------------- | ------- | ------------- | -------------- | --------- |
| 1960 | Laat je zoon studeren                               | 10"lp   | L.S.C         | sGi-3          |           |
| 1960 | Simpe Sampe Sompe                                   | 10"lp   | L.S.C         | SGI-LP-015     |           |
| 1960 | Dag Ouwe Soc                                        | 10"lp   | L.S.C         | SGI-LOP 27     |           |
| 1970 | Een Avond Aan Zee met Paul van Vliet                | 12"lp   | PHILIPS       | 6314 009       | Goud      |
| 1973 | One Man Show Noord West                             | 2 12"lp | PHILIPS       | 6641 150       | Platina   |
| 1973 | The Truth Behind The Dykes                          | 12"lp   | PHILIPS       | 6830 160       |           |
| 1975 | Luisterùùùh                                         | 12"lp   | PHILIPS       | 6410 115       | Goud      |
| 1977 | Paul van Vliet in Carré                             | 2 12"lp | PHILIPS       | 6641 677       |           |
| 1977 | Cabaret – Vandaag Gister Morgen 13 – Paul van Vliet | 12"lp   | PHILIPS       | 9286 799       |           |
| 1978 | Haagse Dingen                                       | 12"lp   | PHILIPS       | 6423 108       |           |
| 1979 | Vandaag Of Morgen                                   | 2 12"lp | PHILIPS       | 6629 020       |           |
| 1980 | Buster En Benjamin                                  | 12"lp   | PHILIPS       | 6816 021       |           |
| 1981 | September – Liedjes van Paul van Vliet              | 12"lp   | PHILIPS       | 6426 468       |           |
| 1983 | A Dutch Treat by Paul van Vliet                     | 12"lp   | PHILIPS       | 812 559 1      |           |
| 1983 | Theatershow ‘83                                     | 12"lp   | PHILIPS       | 814 839 1      |           |
| 1985 | Wat Gaan We Doen?                                   | 2 12"lp | QUINTESSENCE  | QS 600 801/802 |           |
| 1987 | Hoogtepunten Uit De One-Man-Shows t/m 1985          | 3 12"lp | PHILIPS       | 824 349 1      |           |
| 1987 | Over Leven                                          | 2 12"lp | QUINTESSENCE  | QS 600 804     |           |
| 1989 | De Beer                                             | 12"lp   | QUINTESSENCE  | QS 600 808     |           |
| 1989 | (Alle Hoogtepunten Uit) De One-Man-Shows            | 2 cd's  | PHILIPS       | 824 349 2      |           |
| 1990 | Er Is Nog Zoveel Niet Gezegd                        | Cd      | EMI           | 795 614 2      |           |
| 1991 | Jubileumshow!                                       | 2 cd's  | EMI           | 798 310 2      |           |
| 1997 | Hoogtepunten Uit De One-Man-Shows 1984 – 1994       | 2 cd's  | MERCURY       | 536 740 2      |           |
| 1997 | Waar Waren We Gebleven                              | 2 cd's  | QUINTESSENCE  | QS 900 885 2   |           |
| 1998 | Dat Zijn Leuke Dingen Voor De Mensen                | Cd      | ROTATION      | 558 572 2      |           |
| 1999 | Tour De Chant Met Het Residentie Orkest             | Cd      | EMERGO        | EC 3934 2      |           |
| 2001 | Tekens VanLeven                                     | 2 cd's  | PEPIJN        | 500 014 2      |           |
| 2003 | One-Man-Show voor UNICEF                            | Cd      | PEPIJN        | PP 100935      |           |
| 2008 | Onderweg                                            | 2 cd's  | FOREIGN MEDIA | 8539           |           |

#### Singles
| Jaar | Titel | Format   | Label        | Catalogusnr. | Opmerking                                                |
| ---- | --- | -------- | ------------ | ------------ | -------------------------------------------------------- |
| 1960 | Marjolijne / Marjolijne                                                                                      | 7"single | SGL          | 45 SGI 101   | met Marijke Philips / B-kant is versie van Hans Swelheim |
| 1965 | Zo'n Vreemd Gevoel (This strange effect) / Waarom Klopt Mijn Hart Van Verlangen? en het Orkest DE STRAMOUKOS | 7"single | OMEGA        | 35 451       |                                                          |
| 1967 | Den Haag (met je lege paleizen) / De Sprookjes (Zijn De Wereld Nog Niet Uit)                                 | 7"single | PHILIPS      | JF 333 644   |                                                          |
| 1969 | O, o, o, Wat Kan Ik Laag / We Dansten Maar één Zomer                                                         | 7"single | PHILIPS      | JF 334 615   |                                                          |
| 1970 | Meisjes van dertien / De Hollander                                                                           | 7"single | PHILIPS      | 6012 062     |                                                          |
| 1971 | Bram in de Rai, Deel 1 / Bram in de Rai, Deel 2                                                              | 7"single | PHILIPS      | 6012 104     |                                                          |
| 1975 | Veilig Achterop / Ik Rij Soms Door De Stad                                                                   | 7"single | PHILIPS      | 6012 498     |                                                          |
| 1976 | Majoor Kees en de Sinterklahaas, Deel 1 / Majoor en de Sinterklahaas, Deel 2                                 | 7"single | PHILIPS      | 6012 654     |                                                          |
| 1982 | Vlaanderen / Er Is Nog Zoveel Niet Gezegd                                                                    | 7"single | PHILIPS      | 6017 418     |                                                          |
| 1985 | Pappa Is Blijven Hangen (Aan De Sixties) / De Sprookjes Zijn De Wereld Nu Wel Uit                            | 7"single | PHILIPS      | 880 554 7    |                                                          |
| 1985 | Het Touwtje Uit De Brievenbus / Het Noorden                                                                  | 7"single | QUINTESSENCE | 100 001      |                                                          |
| 1990 | Het Touwtje Uit De Brievenbus / Pappa Is Blijven Hangen Aan De Sixties                                       | 7"single | EMI          | 127 555 7    |                                                          |
| 1991 | Vlaanderen / Pappa Is Blijven Hangen Aan De Sixties                                                          | 7"single | EMI          | 127 567 7    |                                                          |
| 1992 | A2 (roadsong) / Pappa                                                                                        | 7"single | EMI          | 872 008 7    |                                                          |

#### Dvd’s
- Zondag in Den Haag (+ documentaire ‘Er is nog zoveel niet gezegd’)
- Jubileumbox - In de Optocht door de Tijd
- Verzamel-dvd zijn mooiste conferences 2005

## Onderscheidingen en prijzen

#### Koninklijke onderscheidingen
- 1976: Ridder in de Zweedse Orde van de Poolster
- 1987: Ridder in de Orde van Oranje Nassau
- 2001: Ridder in de Orde van de Nederlandse Leeuw
- 2008: Eremedaille voor Kunst en Wetenschap (uit handen van HM. Koningin Beatrix, voor zijn indrukwekkende loopbaan als cabaretier en UNICEF ambassadeur)

#### Overige onderscheidingen en prijzen
- 1965 Winnaar van I.C.C.-cabaret concours (toen het enige cabaretfestival)
- 1971 Edison voor de lp Een Avond Aan Zee met Paul van Vliet
- 1974 Gouden Harp
- 1989 Eremedaille van de gemeente Den Haag
- 1992 Oeuvreprijs
- 2005 Ereburger van de gemeente Den Haag
- 2005 International UNICEF award
- 2010 Blijvend Applaus Prijs
- 2012 Paul van Vliet Award (uitgereikt door UNICEF)
- 2013 Groenman-taalprijs
- Cultuurprijzen van de steden Den Haag, Rotterdam (2x) en Vlaanderen (in totaal 18)